# مظفر بن کیدر
مظفر بن کیدر (عربی: مظفر بن كيدر) فرمانروای مصر در دوران خلافت عباسی بود. وی از تبار سغدی‌ها بوده است.